# Paolo Parentela
Paolo Parentela (Catanzaro, 1º ottobre 1983) è un politico italiano.

## Biografia

### Elezione a deputato
Alle elezioni politiche del 2013 viene eletto deputato della XVII Legislatura, nella circoscrizione Calabria, nelle liste del Movimento 5 Stelle.